# Jonathan Cheechoo
Earl Jonathan Cheechoo (čti / tʃi ː tʃu ː /, * 15. července 1980, Moose Factory, Ontario) je bývalý kanadský profesionální hokejový hráč indiánského (kríjského) původu. Hrál na pozici pravého křídla. V severomarické NHL odehrál přes 500 zápasů za San Jose Sharks a Ottawa Senators.
Během sezony 2005/06 vedl ligu s 56 góly a získal Maurice "Rocket" Richard Trophy. Byl prvním hráčem San Jose Sharks a jediným hráčem Prvních národů, který získal tuto trofej udělovanou NHL hráči s nejvíce góly v základní části. Každou následující sezónu ale jeho produktivita klesala a v září 2009 byl vyměněn do Ottawy, odkud byl 13. února 2010 poslán na farmu do Binghamtonu. Senators jej po sezóně vykoupili z posledního roku smlouvy a stal se volným hráčem. Po třech sezónách strávených na farmách v AHL hrál za Medveščak Záhřeb (2013/14), Dinamo Minsk (2014/15–2015/16) a Slovan Bratislava (2016/17) v KHL. V březnu 2018 oznámil konec profesionální hráčské kariéry.

## Ocenění a úspěchy
- 1997/98 OHL All-Rookie tým
- 2000/01 AHL All-Rookie tým
- 2003/04 NHL YoungStars Game
- 2005/06 NHL Maurice Richard Trophy
- 2006/07 NHL All-Star Game